# Песколанчано
Песколанчано (итал. Pescolanciano) је насеље у Италији у округу Изернија, региону Молизе.
Према процени из 2011. у насељу је живело 857 становника. Насеље се налази на надморској висини од 808 м.

## Становништво
| 1931. | 1936. | 1951. | 1961. | 1971. | 1981. | 1991. | 2001. | 2011. |
| ----- | ----- | ----- | ----- | ----- | ----- | ----- | ----- | ----- |
| 1.742 | 1.730 | 1.769 | 1.626 | 1.269 | 1.183 | 1.094 | 1.002 | 878   |